# Chester Beatty Library

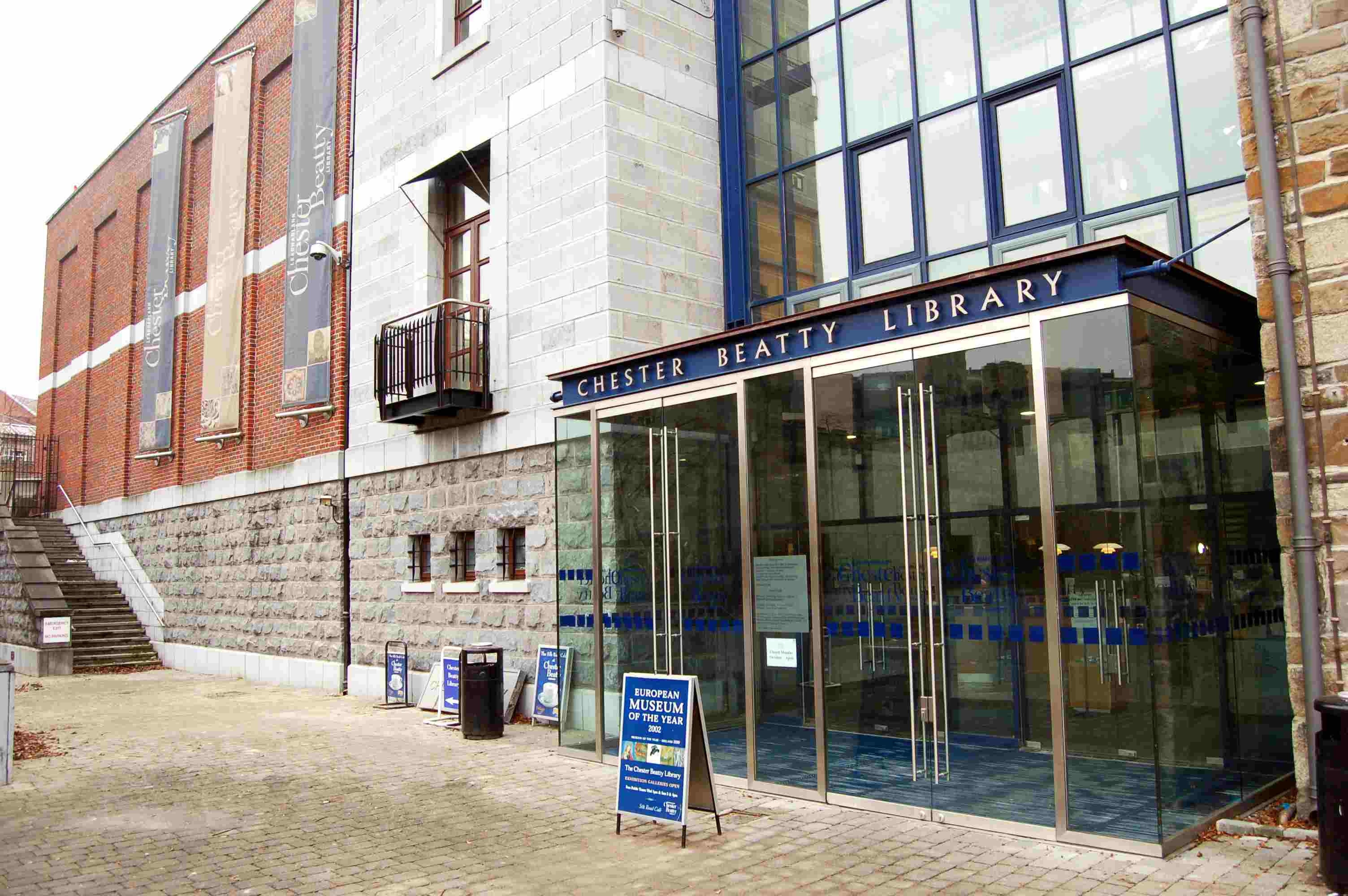
Wejście do biblioteki

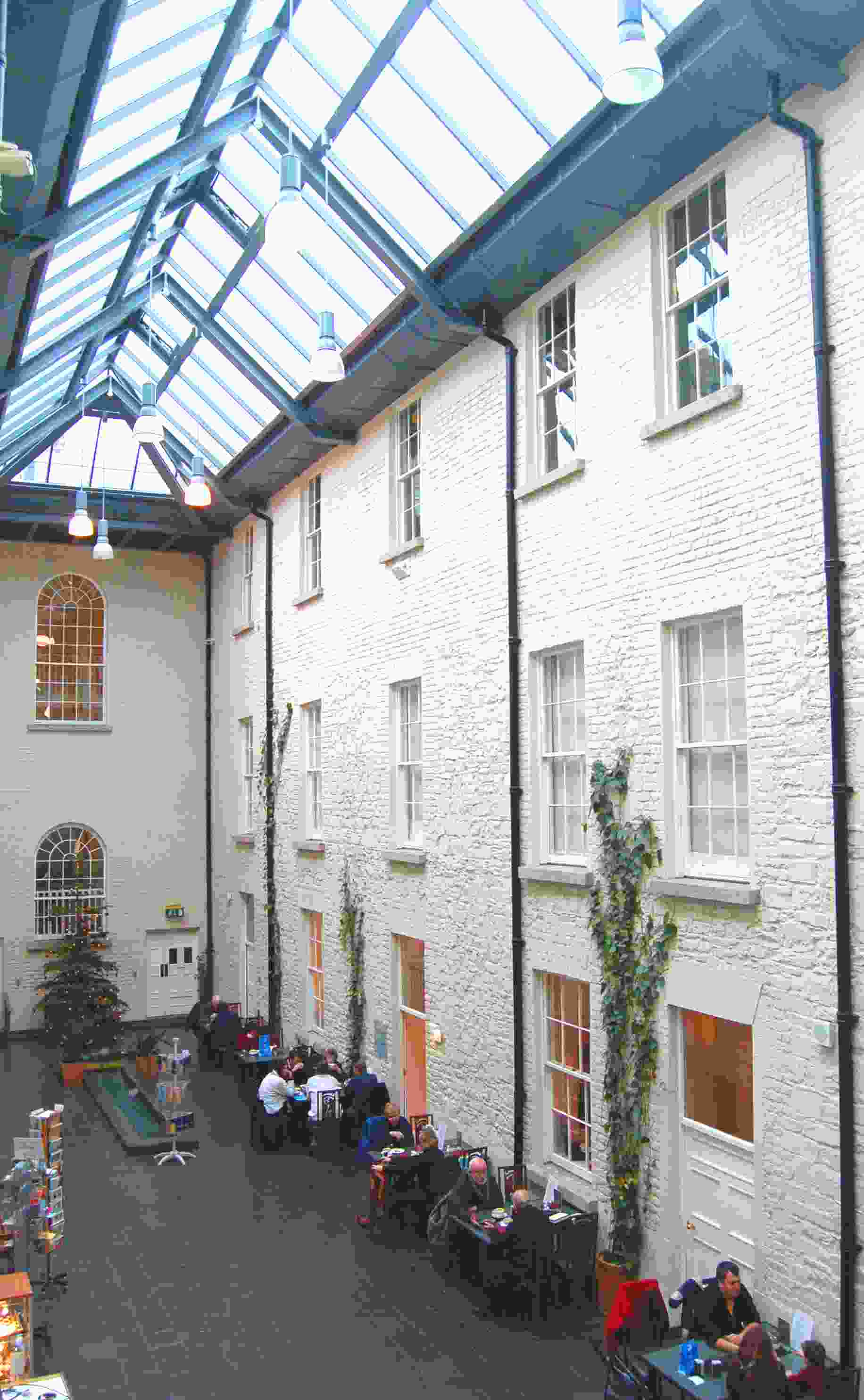
Atrium

Chester Beatty Library – biblioteka założona w 1950 roku w prywatnym domu Alfreda Chestera Beatty’ego.
Kolekcja została zgromadzona podczas licznych podróży Chestera Beatty’ego na Bliski i Daleki Wschód w drugiej i trzeciej dekadzie XX wieku. Od roku 2000 biblioteka znajduje się w Zamku Dublińskim. Zbiory biblioteczne obejmują muzułmańską kolekcję (6000 dokumentów w języku arabskim, perskim i tureckim), biblijne papirusy z wieków II p.n.e. – IV n.e. (Septuaginta, Nowy Testament), dzieła sztuki z Bliskiego Wschodu oraz zachodnich artystów z epoki średniowiecza i renesansu. Muzułmańska kolekcja należy do bardziej znaczących kolekcji w świecie Zachodu (wśród nich Błękitny Koran). Najstarsze artefakty sięgają roku 2700 p.n.e. Jednym z najczęściej wystawianych do ekspozycji dokumentów jest Koran sporządzony przez Ibn al-Bawwaba (zm. 1022), tradycyjnie uznawanego za jednego z największych średniowiecznych muzułmańskich kaligrafów. Teksty arabskie zawierają traktaty religijne, historyczne, prawnicze, medyczne, geograficzne, matematyczne, astronomiczne i lingwistyczne.
Oprócz ważnych rękopisów biblijnych do kolekcji należy grecki rękopis zawierający rozdziały 97–107 apokryficznej 1. Księgi Henocha (Chester Beatty XII).